# Stefanos Ntouskos
Stefanos Ntouskos (Janina, 29 de março de 1997) é um remador grego, campeão olímpico.

## Carreira
Ntouskos conquistou a medalha de ouro nos Jogos Olímpicos de Verão de 2020 em Tóquio na prova de skiff simples masculino, com o tempo de 6:40.45.